# Notophryxus ocellatus
Notophryxus ocellatus is een pissebed uit de familie Dajidae. De wetenschappelijke naam van de soort is voor het eerst geldig gepubliceerd in 2011 door Shimomura & Ohtsuka.